# لبروسية كلونتسنغر

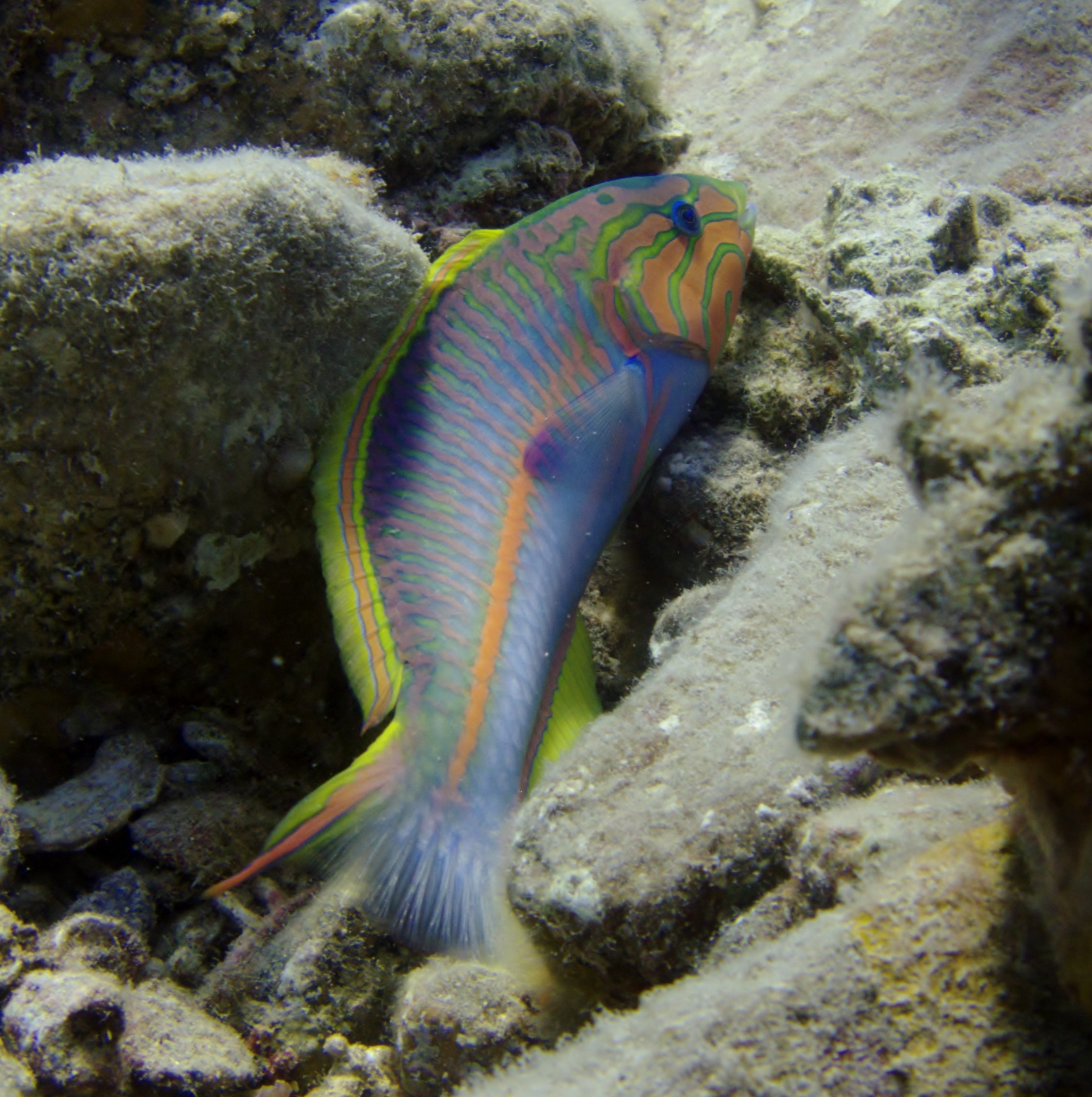
لبروسية كلونتسنغر، صورة من المياه المتاخمة لمدينة دهب المصرية بجنوب سيناء

لبروسية كلونتسنغر (الاسم العلمي: Thalassoma rueppellii، والاسم بالإنجليزية: Klunzinger's wrasse) هو نوع من أسماك الراس (اللبروسية) يشيع وجوده في البحر الأحمر، ويستوطن الشعاب والمنحدرات البحرية على أعماق تتراوح بين متر وثلاثين مترًا.
سميت بهذا الاسم نسبة إلى عالم الأسماك الألماني كارل بنيامين كلونتسنغر، الذي عاش في مدينة القصير المصرية الساحلية في القرن التاسع عشر، وجمع ودرس العديد من أسماك البحر الأحمر وأحيائه البحرية.